# Bullion
Bullion /byˈjɔ̃/ è un comune francese di 1 990 abitanti situato nel dipartimento degli Yvelines nella regione dell'Île-de-France.

## Società

### Evoluzione demografica
Abitanti censiti